# Corpo Truppe Volontarie
El Corpo Truppe Volontarie (Cos de Tropes Voluntàries), també conegut per les seves sigles, CTV, fou una força italiana de combat d'uns 50.000 soldats enviats per la Itàlia feixista de Benito Mussolini a Espanya, per participar en la Guerra Civil espanyola en suport al bàndol revoltat.

## Antecedents
Poc després de l'inici de la guerra, Benito Mussolini va decidir prestar als nacionals espanyols la seva ajuda. Al principi del conflicte, les forces nacionals millor preparades se situaven al Protectorat espanyol al Marroc i a les illes Canàries. La resta dels revoltats es trobaven en un primer moment a Pamplona, Saragossa, Oviedo, Salamanca, Àvila, Segòvia i Cadis. El nombre i espai territorial dels districtes militars controlats pels nacionals era molt limitat, comptant a més que l'Armada i la Força Aèria (FARE) havien romàs lleials al Govern republicà. En aquesta situació, el suport italià va ser decisiu, en enviar en aquests moments avions de transport que van ajudar a traslladar el gruix de l'exèrcit revoltat des del Marroc a la península.
Al mateix temps, als ports portuguesos arribaven els subministraments italians, que eren transportats més tard per terra a Espanya. La Marina italiana també va intervenir puntualment el primer mes tractant de tallar els subministraments republicans pel Mediterrani.

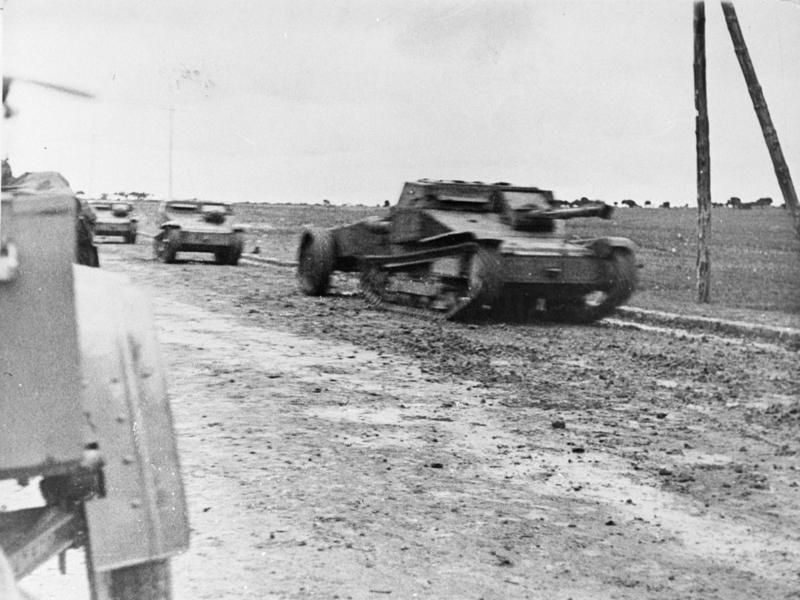
Una columna de tanquetes Carro Veloce 35, liderada per una variant amb llançaflames, durant la batalla de Guadalajara.

## Operacions
Les primeres operacions estrictament de combat on van participar italians fou a Mallorca l'octubre de 1936, i immediatament als primers bombardejos aeris sobre Madrid. El cap era el Comandant en Cap de les forces, Mario Roatta, a qui al desembre van arribar uns 3.000 soldats a Cadis i al febrer de 1937, amb 44.000 soldats en sòl espanyol, la força va rebre la denominació oficial de Corpo Truppe Volontarie, organitzat en quatre divisions purament italianes i dues de mixtes italoespanyoles: 
- Divisió Littorio.
- Divisió Dio lo Vuole.
- Divisió Fiamme Nere.
- Divisió Penne Nere.

L'única totalment motoritzada era la Littorio. Totes posseïen tancs, vehicles blindats i artilleria (incloent-hi l'antiaèria). Després de la presa de Màlaga per les tropes italianes, Mussolini va sentir la necessitat de realitzar una gran operació militar que demostrés la capacitat del seu exèrcit en el combat, i va convèncer el bàndol nacional per cooperar en una operació de gran abast en l'ofensiva general sobre Madrid. Aquesta operació es coneixeria posteriorment com la batalla de Guadalajara i fou un desastre per al Corpo Truppe Volontarie, que a partir d'aquell moment ja no participaria més en la direcció d'accions d'aquesta envergadura, excepte aquelles de suport al bàndol nacional. En finalitzar la guerra, les tropes es van retirar gairebé de manera immediata.

## Baixes
Les baixes totals que van patir els italians van ser de 13.618 homes: 2.989 morts i 10.629 ferits. Tot i que va haver-hi baixes a la majoria de batalles, el gruix es concentra als enfrontaments de Guadalajara, Santander, Aragó, Llevant i Catalunya.
Concretament, al front d'Aragó hi van morir 731 homes, un 25% dels morts totals, i hi va haver 2.421 ferits, un 23% dels ferits totals. Durant l'ofensiva de Catalunya, els morts van ser 565, un 19% de tots els morts, i 2.141 ferits, un 20% de tots els ferits.